# Tanaka Giichi
Tanaka Giichi (22 de Junho de 1863 — 29 de Setembro de 1929) foi um político do Japão. Ocupou o lugar de primeiro-ministro do Japão de 19 de abril de 1927 a 2 de julho de 1929.

## Juventude e carreira militar
Tanaka nasceu como o terceiro filho de uma família de samurai de baixo escalão a serviço do Domínio Chōshū em Hagi, província de Nagato (atual Prefeitura de Yamaguchi), Japão. Aos 13 anos, ele participou da Rebelião Hagi. Ele se interessou por política desde cedo, servindo no conselho de uma aldeia e como professor do ensino fundamental. Ele só ingressou no Exército Imperial Japonês aos 20 anos.
Ele se formou na 8ª turma da Academia do Exército Imperial Japonês e na 8ª turma da Escola de Guerra do Exército em 1892, e serviu como oficial subalterno durante a Primeira Guerra Sino-Japonesa. Após o fim da guerra, foi enviado como adido militar a Moscou e Petrogrado, e esteve na Rússia ao mesmo tempo que Takeo Hirose, da Marinha Imperial Japonesa, de quem se tornou amigo íntimo. Tanaka era fluente na língua russa, que ele aprendeu enquanto assistia à missa todos os domingos em uma escola da igreja ortodoxa russa, o que lhe permitiu praticar seu russo em eventos sociais da igreja, embora seja incerto se ele realmente se converteu ao cristianismo. Como um dos poucos especialistas russos nas Forças Armadas, ele foi um recurso inestimável para os planejadores do Exército durante a Guerra Russo-Japonesa e serviu como assessor do General Kodama Gentarō na Manchúria.

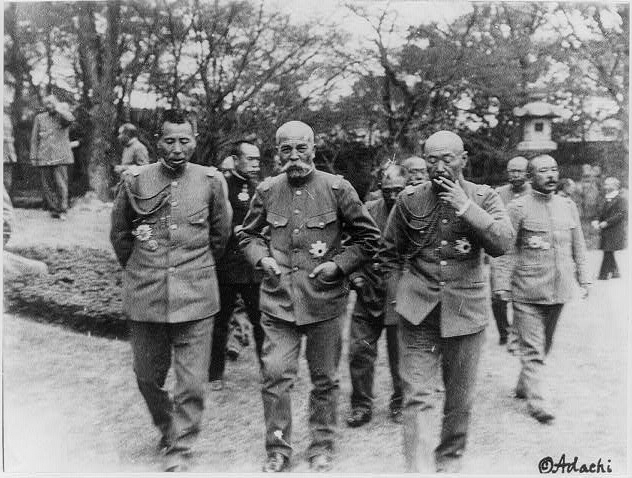
Tanaka (à esquerda) caminhando com os generais Ōshima Ken'ichi (centro) e Uehara (à direita), 1918

Em 1906, Tanaka ajudou a esboçar um plano de defesa que era altamente considerado pelo Estado-Maior do Exército Imperial Japonês e pelo General Yamagata Aritomo que foi adotado como política básica até a Primeira Guerra Mundial. Ele também foi premiado com a Ordem do Milhafre de Ouro (3ª classe) em abril de 1906.
Em 1910, ele estabeleceu uma Associação de Veteranos. Tanaka foi promovido a major-general em 1911 e foi nomeado diretor do Departamento de Assuntos Militares do Ministério do Exército, onde recomendou um aumento na força do exército permanente por duas divisões adicionais de infantaria. Ele foi condecorado com a Ordem do Tesouro Sagrado (1ª classe) em setembro de 1918. Ele se juntou ao gabinete do Primeiro-Ministro Hara Takashi como Ministro do Exército de setembro de 1918 a junho de 1921. Ele foi promovido a general em 1920 e foi condecorado com a Ordem de o Sol Nascente (1ª classe). Ele também foi elevado ao título de danshaku (barão) sob o sistema de nobreza kazoku. No entanto, o gabinete de Hara sofreu críticas incessantes devido aos empréstimos Nishihara, ao desastroso incidente de Nikolayevsk e às acusações de apropriação indébita de fundos secretos pelo Exército e ao apoio a figuras desagradáveis como o general do Movimento Branco Roman von Ungern-Sternberg. Depois de sofrer um ataque de angina, Tanaka renunciou a todos os cargos e retirou-se para sua casa de verão em Oiso, Kanagawa.

## Carreira política

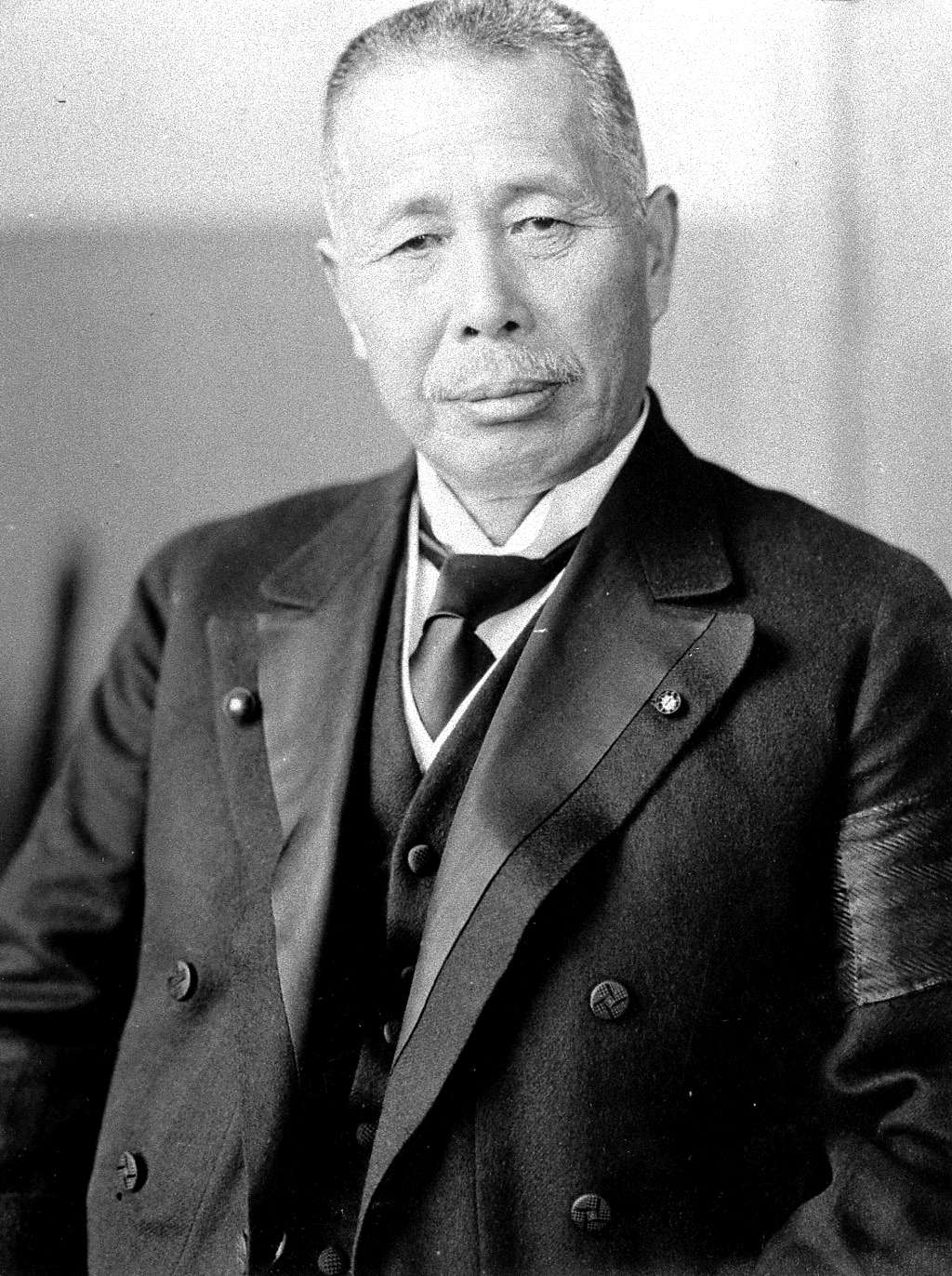
Tanaka, antes de 1929

Tanaka voltou como Ministro do Exército na 2ª administração Yamamoto de setembro de 1923 a janeiro de 1924. Depois de se aposentar do exército, Tanaka foi convidado a aceitar o posto de presidente do partido político Rikken Seiyūkai em 1925 e foi nomeado membro da Câmara dos Pares de janeiro de 1926. Ele havia sido escalado para ser promovido ao posto de Marechal de Campo na época de sua aposentadoria. No entanto, quando a notícia chegou aos ouvidos do Ministério do Exército de um bônus de 3 milhões de ienes que Tanaka recebeu ao concordar em se juntar ao Rikken Seiyukai, a promoção foi negada.
Tanaka tornou - se primeiro-ministro do Japão em 20 de abril de 1927, durante a crise financeira do Shōwa, servindo simultaneamente como ministro das Relações Exteriores. Posteriormente, acrescentou os cargos de Ministro do Interior (4 de maio de 1928 a 23 de maio de 1928) e Ministro dos Assuntos Coloniais (10 de junho de 1929 a 2 de julho de 1929) à sua pasta.
Na frente doméstica, Tanaka tentou suprimir esquerdistas, comunistas e supostos simpatizantes comunistas por meio de prisões generalizadas (o incidente de 15 de março de 1928 e o incidente de 19 de abril de 1929).
Na política externa, Tanaka diferia de seu predecessor Shidehara tanto tática quanto estrategicamente. Enquanto Shidehara preferia evacuar os residentes japoneses onde ocorriam conflitos com a população local, Tanaka preferia usar a força militar. Enquanto Shidehara teoricamente respeitava a soberania da China, Tanaka buscou abertamente uma "política de separação da Manchúria e da Mongólia Interior" (満 蒙 分離 政策, Man-Mō bunri seisaku) para criar um senso de diferença entre essas áreas e o resto da China. em três ocasiões separadas em 1927 e 1928, ele enviou tropas para intervir militarmente na Província Shandong e bloquear a Expedição do Norte de Chiang Kai-shek para unificar a China sob o domínio do Kuomintang, no que ficou conhecido como Incidente de Jinan.
Tanaka assumiu o cargo mesmo quando as forças já estavam começando a convergir, o que atrairia o Japão para a Segunda Guerra Mundial. Em 1928, no entanto, as maquinações das sociedades secretas ultranacionalistas e do Exército Kwantung resultaram em uma crise: o assassinato do senhor da guerra manchu Zhang Zuolin e a tentativa fracassada de tomar a Manchúria. O próprio Tanaka foi pego de surpresa pelo plano de assassinato e argumentou que os oficiais responsáveis deveriam ser publicamente submetidos à corte marcial por homicídio. O estabelecimento militar, do qual Tanaka estava afastado, insistiu em encobrir os fatos do incidente, que permaneceu em segredo oficial. Desprovido de apoio e sob crescentes críticas na Dieta e até mesmo do próprio imperador Hirohito, Tanaka e seu gabinete renunciaram em massa em 2 de julho de 1929. Primeiros-ministros Korekiyo Takahashi (1854–1936, no cargo 1921–22, à esquerda) e Giichi Tanaka (1864–1929, no cargo 1927–29) Tanaka foi sucedido por Hamaguchi Osachi e morreu poucos meses após sua renúncia. Ele foi condecorado com a Ordem das Flores de Paulownia em sua morte. Seu túmulo está no cemitério Tama em Fuchū, Tóquio.

## Memorial Tanaka
Em 1929, a China acusou Tanaka de ser o autor do "Memorial Tanakaː Plano de Conquista Imperialista", que defendia a conquista da Manchúria, Mongólia e, por fim, de toda a China. Ele teria apresentado o plano ao imperador em 1927. O plano foi apresentado como fato na série de filmes de propaganda do tempo de guerra, Why We Fight, que afirmava que o plano previa a conquista da América após o Leste Asiático. Em um livro de memórias publicado em meados da década de 1950, um empresário taiwanês nascido no Japão, Tsai Chih-Kan, afirmou que copiou pessoalmente o "Plano" da Biblioteca Imperial na noite de 20 de junho de 1928 em uma ação secreta assistida por vários dos principais políticos e oficiais do Japão antes da guerra, que se opunham a Tanaka. Hoje, a maioria dos historiadores considera o documento uma falsificação.